# Xanthophenax pectoralis
Xanthophenax pectoralis là một loài tò vò trong họ Ichneumonidae.